# سبک شینگل

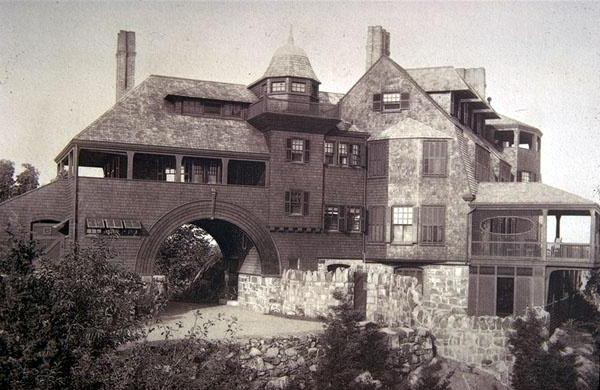
نمونهٔ خانهٔ سبک شینگل

سبک شینگل سبکی آمریکایی در معماری بومی - در طی نیمهٔ دوم سدهٔ نوزدهم - که مشخصه‌های گسترده از لوح‌های پوشش چوبی - به عنوان روکار خارجی روی یک چهار چوب الواری - به همراه ترکیب نامتقارن و انعطاف پذیر طرح، می‌باشد.

## نگارخانه

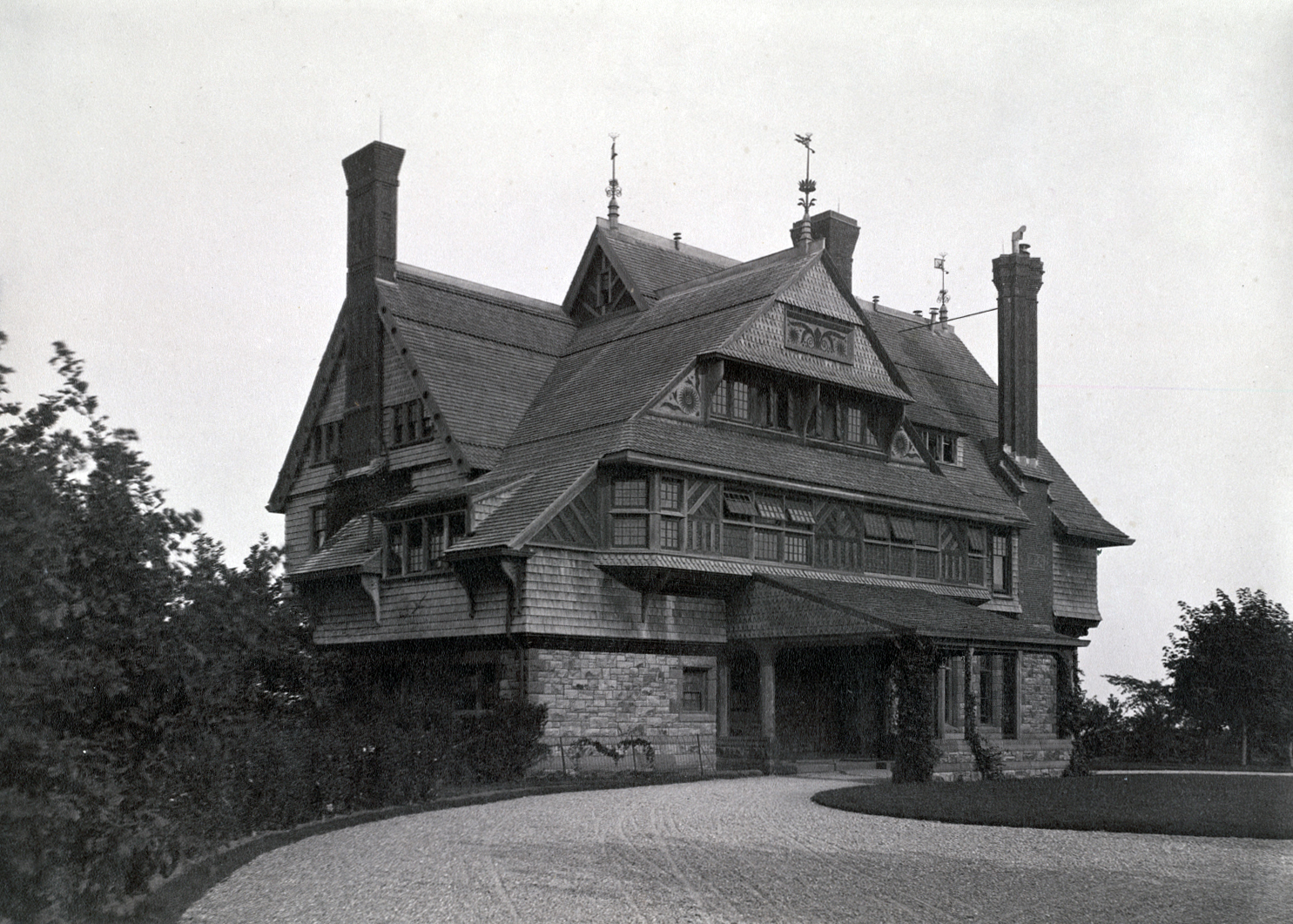
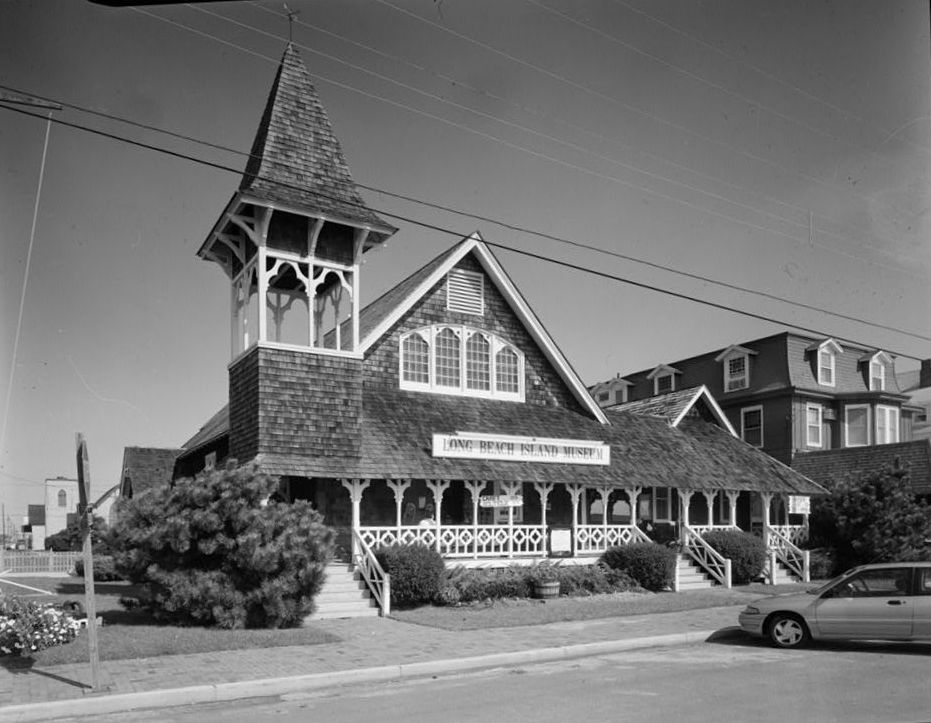
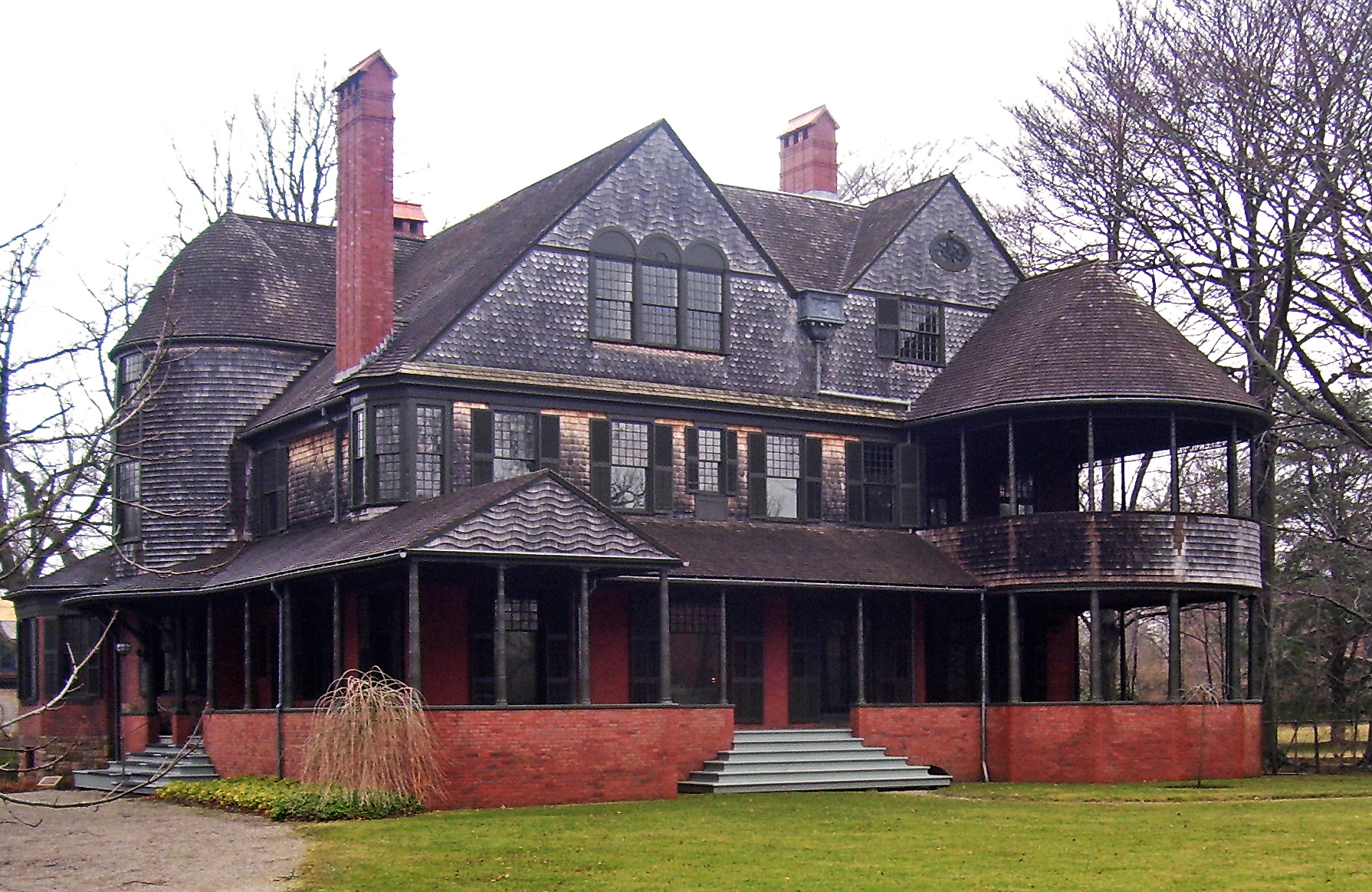
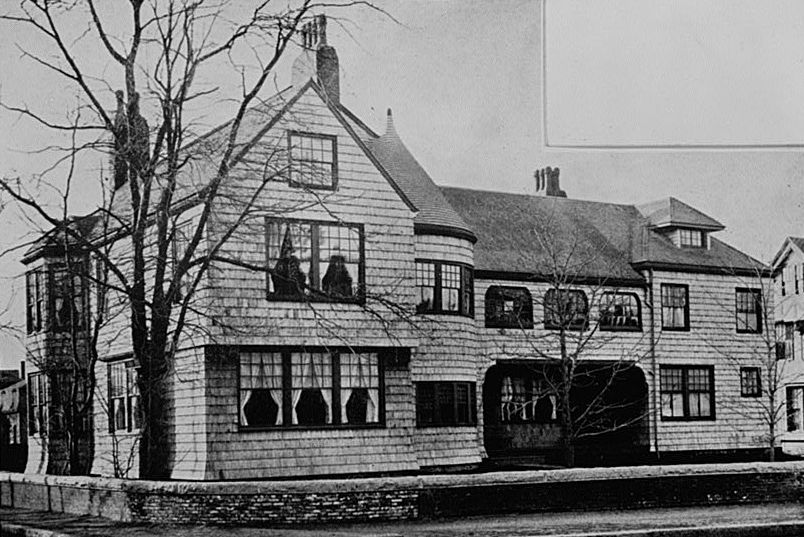
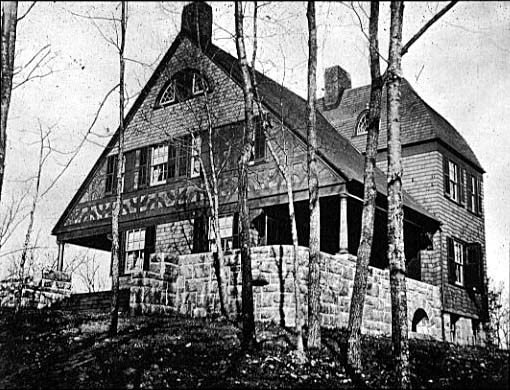
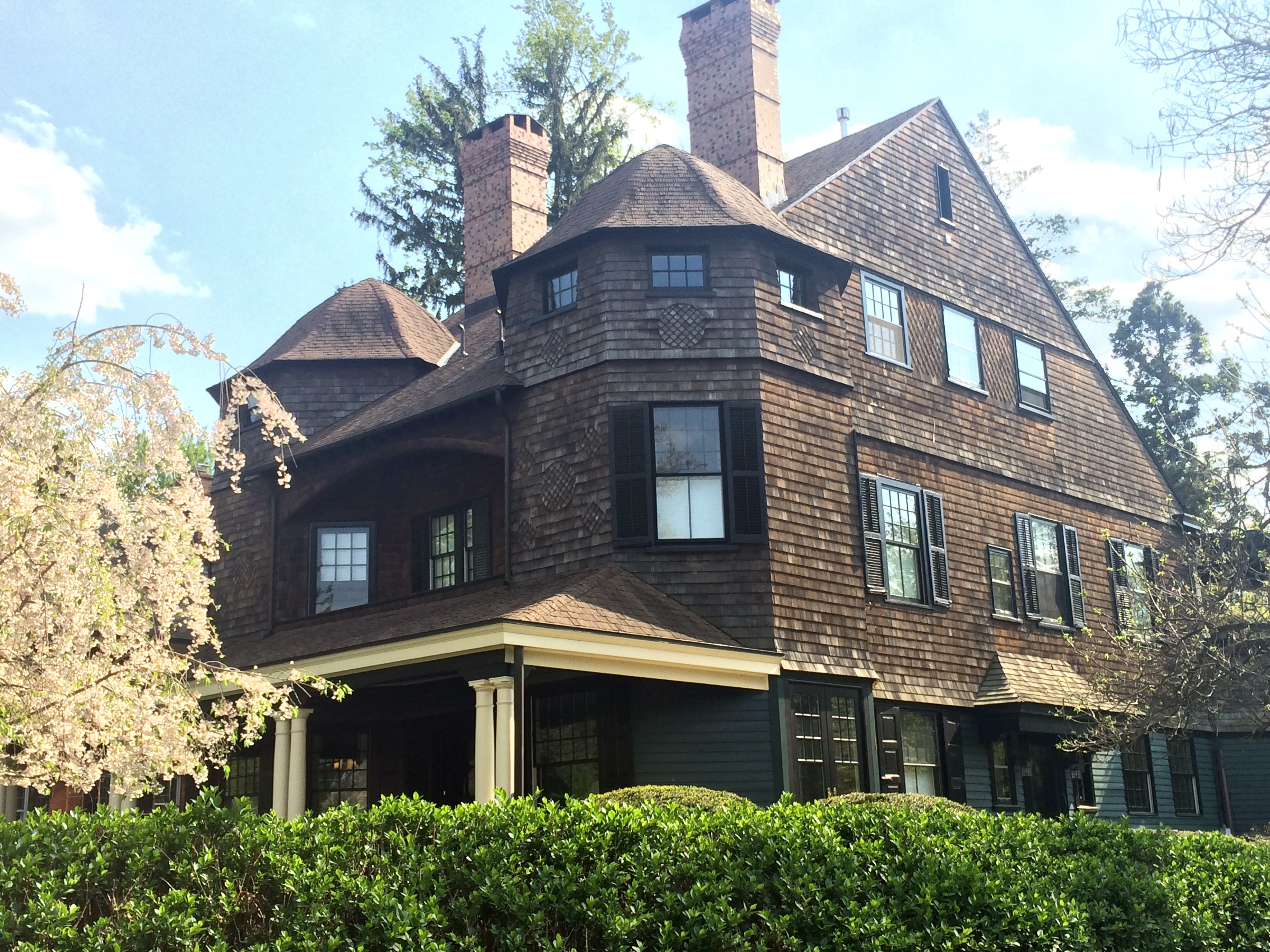
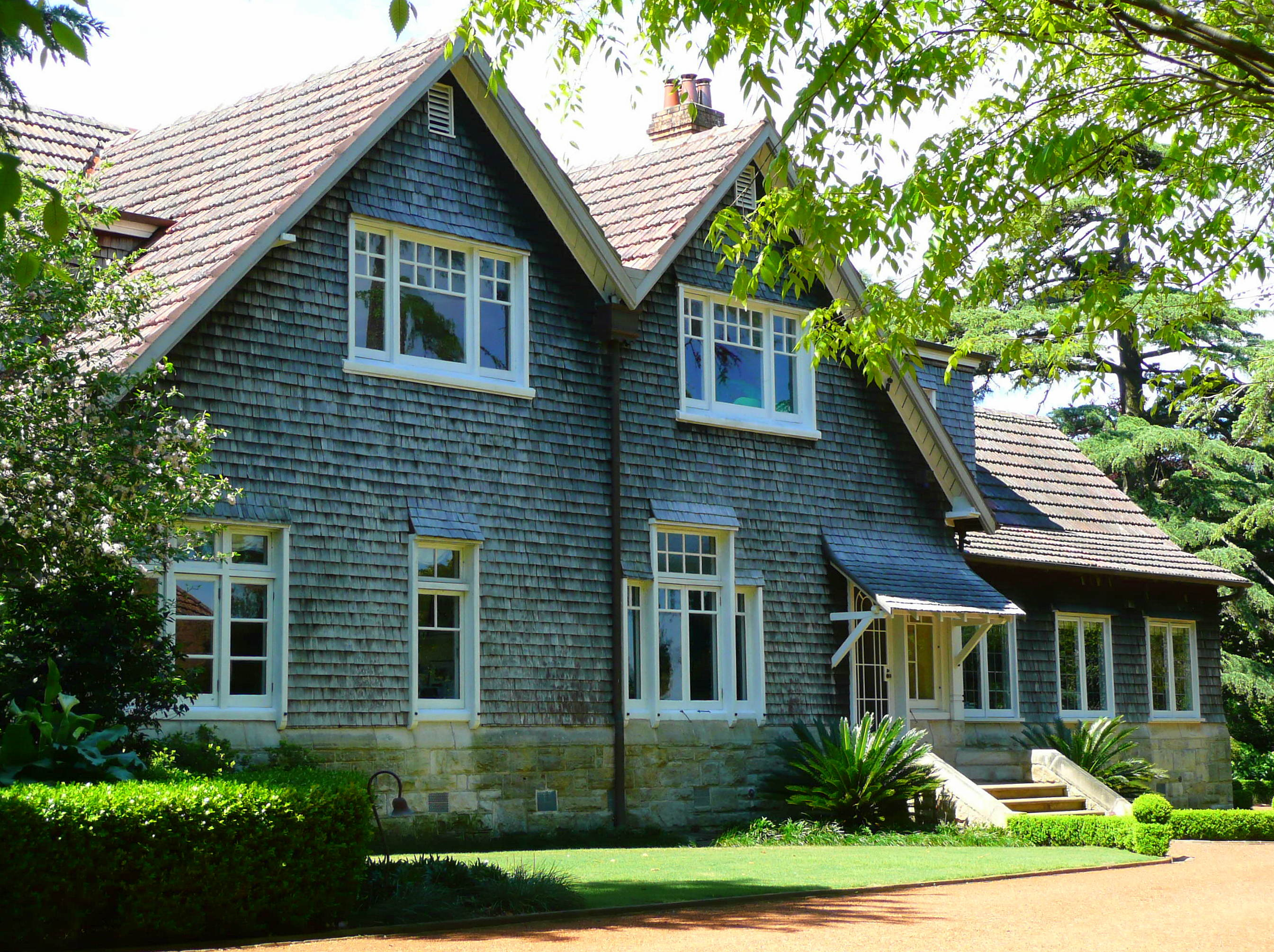
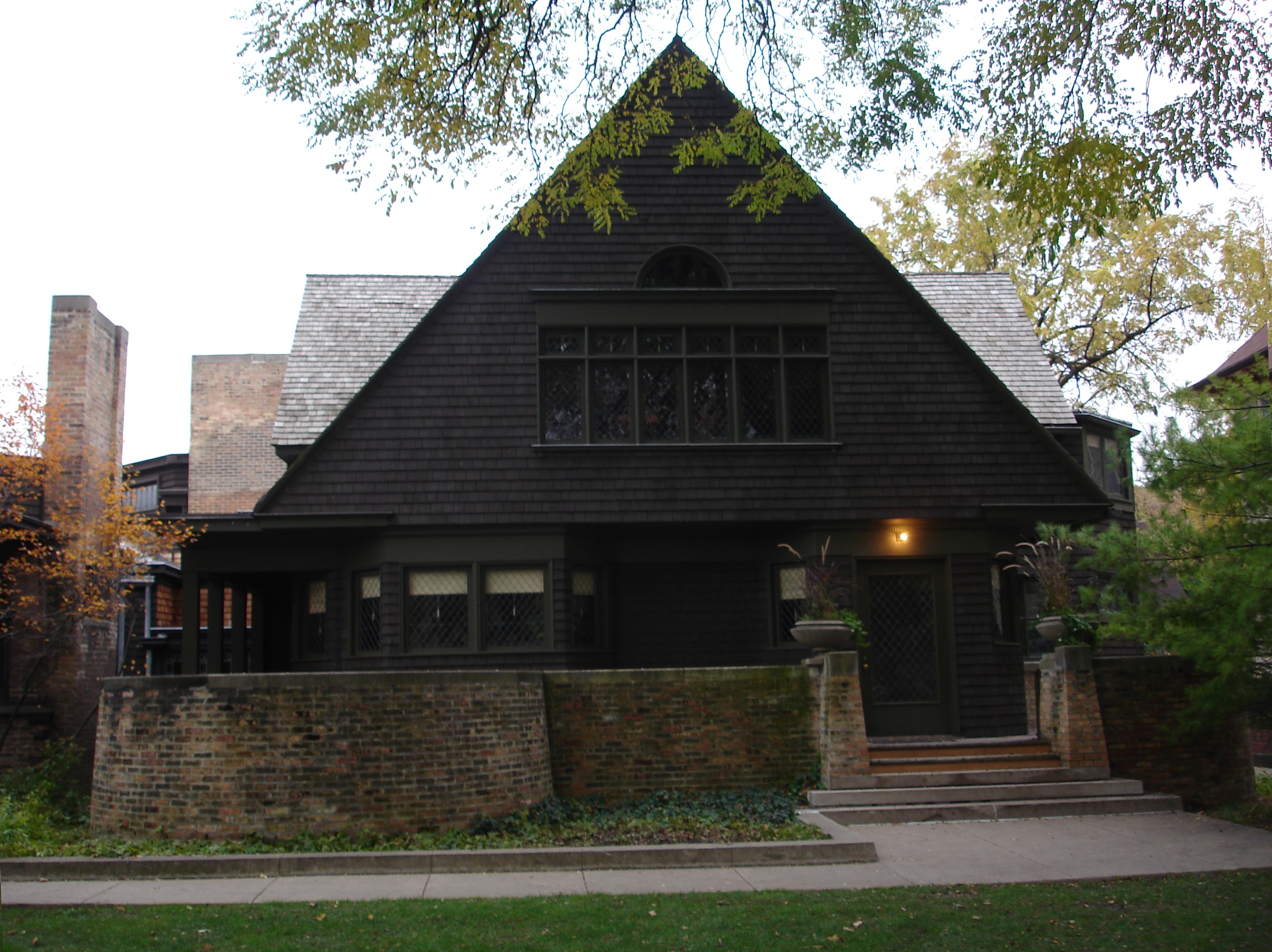
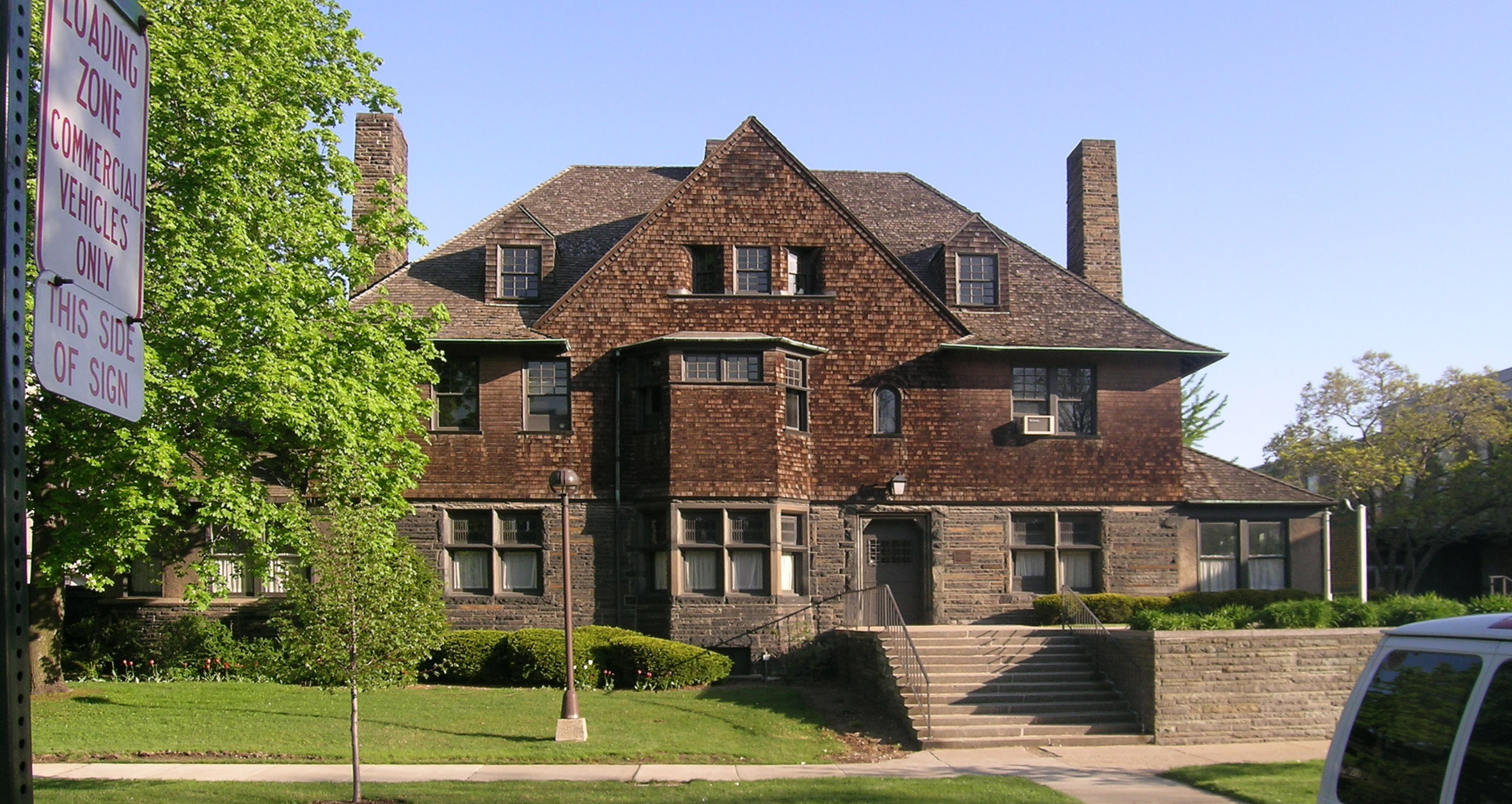
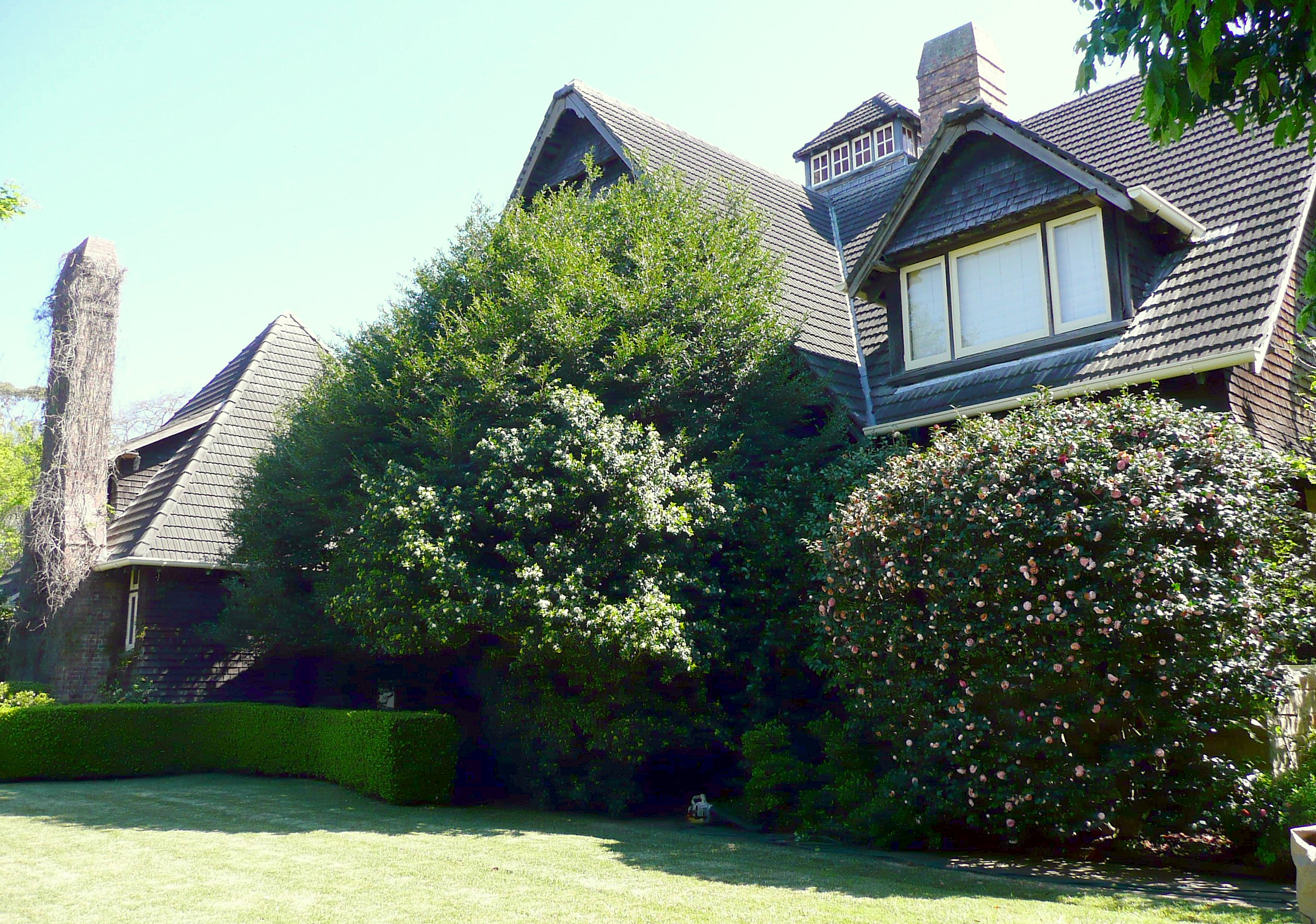
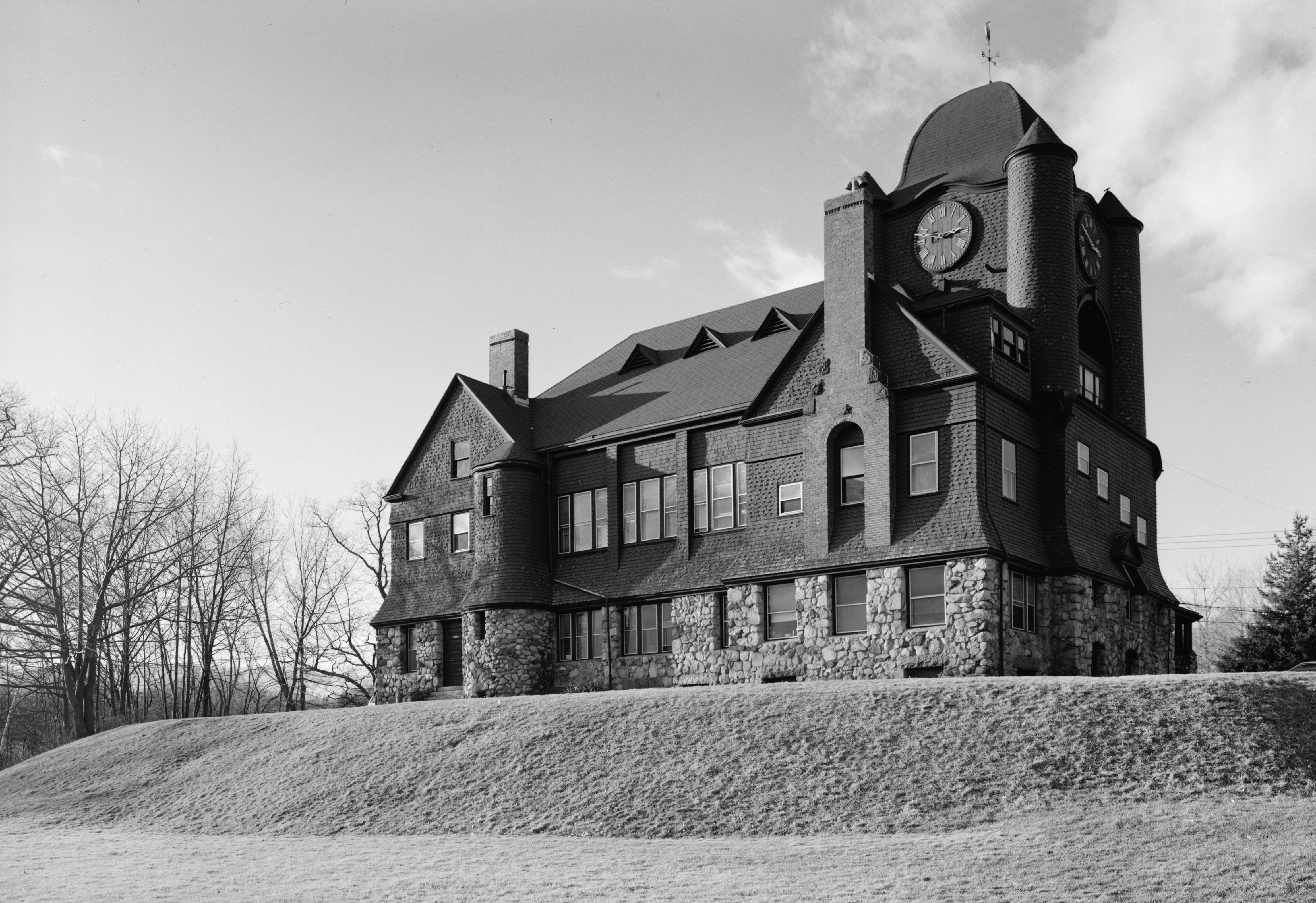
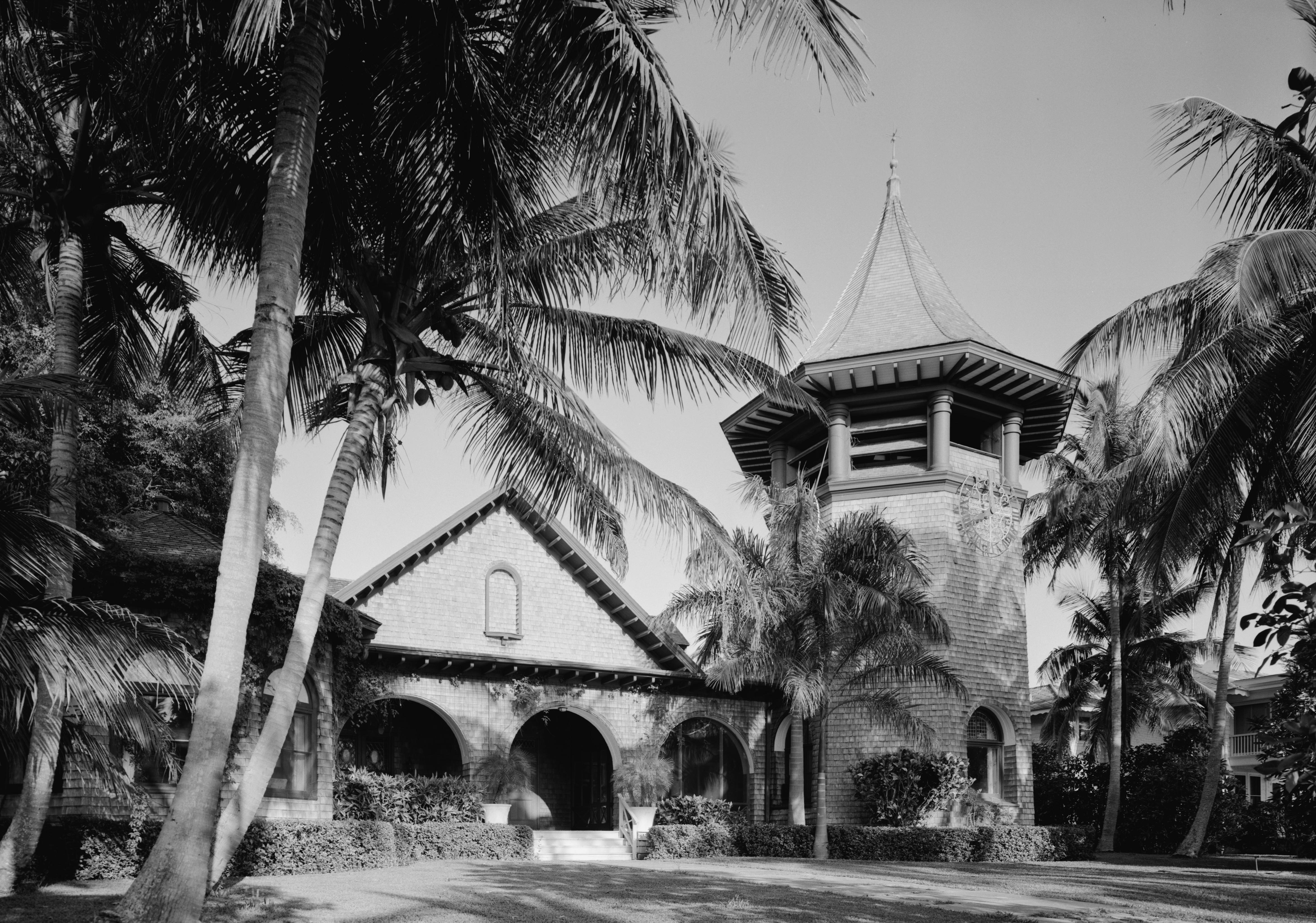
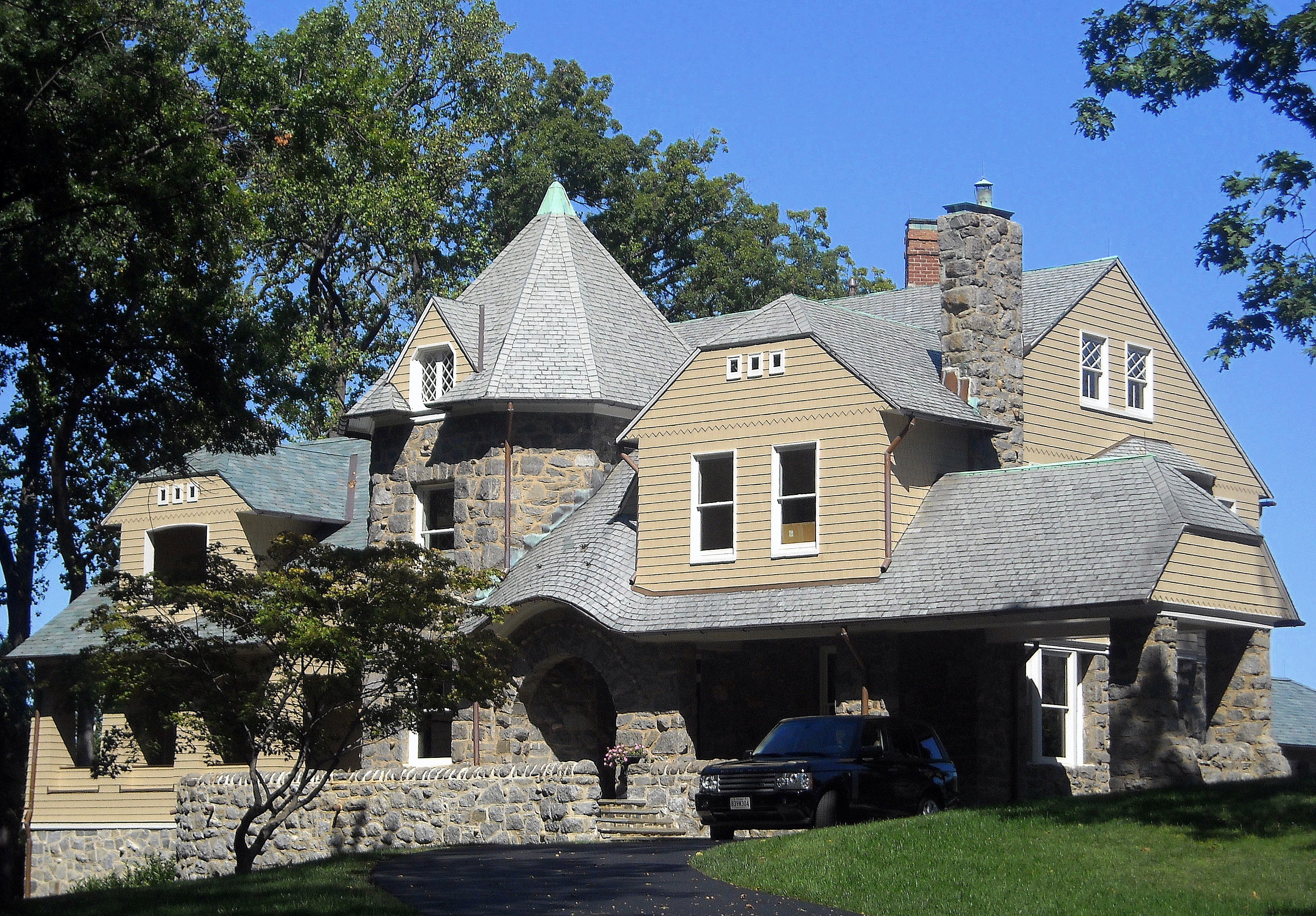
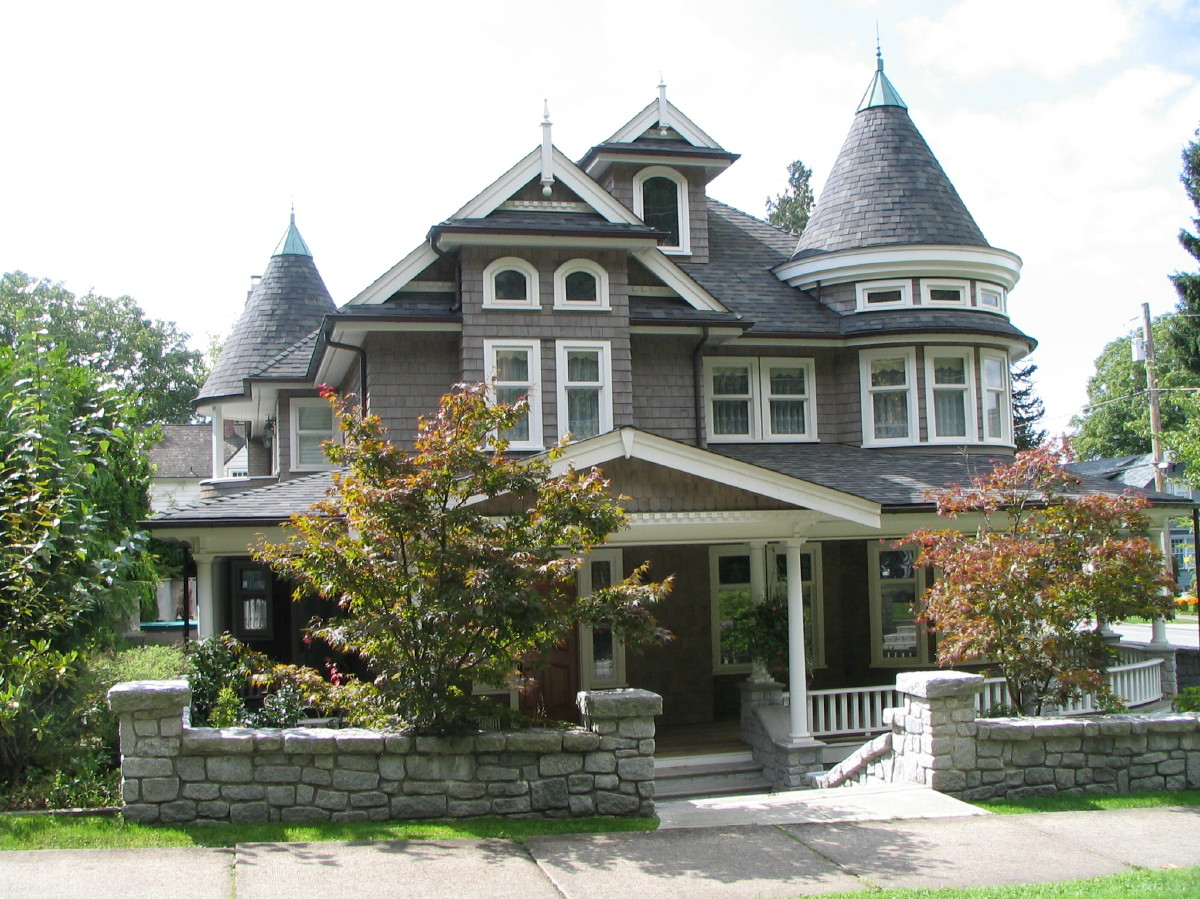